# Chenillé-Champteussé
Chenillé-Champteussé é uma comuna francesa na região administrativa da Pays de la Loire, no departamento de Maine-et-Loire. Estende-se por uma área de 16,78 km². Em 2010 a comuna tinha 354 habitantes (densidade: 21,1 hab./km²).
A municipalidade foi estabelecida em 1 de janeiro de 2016 e consiste na fusão das antigas comunas de Chenillé-Changé e Champteussé-sur-Baconne.